# Mogonono
Mogonono – wieś w Botswanie w dystrykcie Kweneng. Według spisu ludności z 2011 roku wieś liczyła 349 mieszkańców.